# Mount Pardoe
Mount Pardoe ist ein 790 m (nach australischen Angaben 843 m) hoher Berg im ostantarktischen Enderbyland. Er ragt am Südufer der Amundsenbucht zwischen dem Wyers-Schelfeis und dem Priestley Peak auf.
Luftaufnahmen der Australian National Antarctic Research Expeditions aus dem Jahr 1956 dienten seiner Kartierung. Das Antarctic Names Committee of Australia (ANCA) benannte ihn nach Russel Pardoe (1932–2011), Mediziner auf der Mawson-Station im Jahr 1961.